# David Niven
James David Graham Niven (Belgravia (Londen), 1 maart 1910 – Château-d'Œx (Zwitserland), 29 juli 1983) was een Engels acteur die meestal een oerbritse deftige heer speelde met gevoel voor droge en cynische humor. Zijn zware Engelse accent en zijn statige voorkomen maakte hem bij uitstek geschikt voor dit soort rollen.

## Leven en werk

### Afkomst, opleiding en eerste rollen
Niven werd geboren in een welgesteld milieu en kreeg een zeer strenge opvoeding op een Britse kostschool. Op 18-jarige leeftijd ging hij in het leger om daar een officiersopleiding te volgen. Niven studeerde aan Sandhurst af als luitenant, maar verliet het leger omdat hij het te saai vond. In dezelfde periode kreeg Niven interesse voor acteren en vanaf 1934 ging hij rollen spelen in Engelse toneelproducties. Een van deze toneelstukken werd bijgewoond door een Hollywoodproducent en deze vroeg of Niven niet naar Hollywood wilde komen.
Nog geen jaar later speelde Niven zijn eerste rol, als Mexicaan in een western. Nivens belangrijkste rol uit deze periode van niet-gecrediteerde kleine rollen was zijn bijrolletje naast Clark Gable in de avonturenfilm Mutiny on the Bounty uit 1935.

### Vooroorlogse carrière en Tweede Wereldoorlog
Tussen 1935 en 1940 speelde Niven in talloze Hollywoodproducties, meestal in een bijrol als Engelsman. Na het uitbreken van de Tweede Wereldoorlog kwam in 1940 abrupt een pauze in zijn Amerikaanse acteercarrière. Niven werd opgeroepen om zijn vaderland te dienen en keerde terug naar het Verenigd Koninkrijk waar hij werd ingelijfd bij de Britse landmacht. Niven werkte vier jaar lang als gevechtsinstructeur bij de infanterie en nam in 1944 deel aan de landing in Normandië en aan Operatie Market Garden. Tussen al deze activiteiten door was hij ook nog te zien als acteur in een aantal propagandafilms.

### Na de Tweede Wereldoorlog
Na de oorlog keerde Niven terug naar Hollywood waar hij zonder enige moeite zijn acteercarrière wist te hervatten. Hij speelde de hoofdrol in 1950 in de nieuwe verfilming van The Scarlet Pimpernel, geafficheerd als "the Scarlet Pimpernel rides again". In 1956 behaalde hij zijn grootste succes in de Jules Verne-verfilming Around the World in Eighty Days. In deze film gaf Niven gestalte aan een avonturier die de weddenschap aangaat om de hele wereld rond te reizen in 80 dagen. In 1959 kreeg hij de Oscar voor beste acteur voor zijn bijdrage aan het drama Separate Tables. Eveneens bekend is zijn rol als cynische explosievenexpert in de oorlogsklassieker The Guns of Navarone (1961).

### The Pink Panther
In 1963 speelde Niven in de komische misdaadfilm The Pink Panther de ongrijpbare juwelendief Le Phantome, die achterna gezeten wordt door de onhandige politie-inspecteur Jacques Clouseau, gespeeld door Peter Sellers. De bedoeling was dat Niven de held van de film zou worden en Sellers slechts een bijrolletje zou hebben. Sellers maakte met zijn rol als klunzige inspecteur echter zoveel indruk dat hij tijdens de opnames alle aandacht van regisseur Blake Edwards kreeg. Sellers werd de grote ster van de film en Nivens bijdrage werd gereduceerd tot een bijrol.

### James Bond
Niven was ook jarenlang kandidaat voor de rol van James Bond. Toen Ian Fleming zijn eerste James Bond-boek schreef had hij Niven al in gedachten en Bond zou dan ook gemodelleerd zijn naar David Niven. Toen in 1962 de eerste James Bond-film zou worden opgenomen was David Niven dan ook de eerste keus voor de rol. Hij weigerde echter omdat hij het te druk had en te weinig betaald kreeg. Later gaf Niven toe dat hij graag James Bond had willen spelen maar toen Sean Connery in 1971 stopte met het spelen van James Bond werd de destijds 61-jarige Niven te oud bevonden voor de rol. In 1967 vertolkte Niven wel de hoofdrol in de James Bond-parodie Casino Royale.

### Spektakelfilms
Niven was meermaals te zien in ambitieus opgezette Britse of internationale filmproducties. Dat waren allemaal grootscheepse spektakelfilms waarin hij deel uitmaakte van een indrukwekkende internationaal getinte serie grote namen. Epische avontuurlijke oorlogsfilms zoals 55 Days at Peking (1963), Escape to Athena (1979) en The Sea Wolves (1980) en de tragikomedie Lady L (naar Romain Gary, 1965) zijn sprekende voorbeelden. Een aantal van die groots opgezette films waren erg succesvol: de komische avonturenfilm Around the World in Eighty Days (naar Jules Verne, 1956), de voormelde epische oorlogsfilm The Guns of Navarone (naar Alistair MacLean, 1961), de satirische mysteryfilm Murder by Death (naar Neil Simon, 1976) en de mysteryfilm Death on the Nile (naar Agatha Christie, 1978).
In 1969 vroeg de Franse succesregisseur Gérard Oury Niven een hoofdrol te vertolken naast Bourvil en Belmondo in de filmkomedie Le cerveau, de meest succesvolle Franse film van dat jaar.

### Voorkomen en typische rollen
Nivens officiersopleiding en zijn militaire functies en activiteiten tijdens de Tweede Wereldoorlog waren niet vreemd aan zijn talrijke militaire rollen, van (meestal) hogere officieren zoals generaal, kolonel, majoor, tot kapitein, luitenant, korporaal en oorlogspiloot. Hij werd voor zijn koel Brits flegma en deftig, verfijnd en elegant voorkomen eveneens dikwijls gecast als aristocraat (prins, hertog, graaf - zelfs graaf Dracula -, lord, sir), als uitoefenaar van een prestigieus vrij beroep (politicus, bankier, professor, psychiater, dokter, architect, politie-inspecteur, wijngaardenier), als butler, als stijlvolle rokkenjager of playboy, als miljonair én als James Bond.

### Anekdote
In 1974 ontstond enige commotie tijdens de Oscaruitreiking. Terwijl Niven de winnaar bekend wilde maken, rende een streaker het podium op. Terwijl zowel hij als de zaal lachten, merkte Niven op: Is het niet fascinerend te bedenken dat de enige lach die deze man tijdens zijn leven zal ontlokken, veroorzaakt werd door zijn kleren uit te trekken en zijn tekortkomingen te tonen?.
In het Zwitserse Château-d'Œx, waarheen hij in 1960 was geëmigreerd, overleed Niven in 1983 op 73-jarige leeftijd aan de neurologische ziekte ALS. Hij is daar begraven.

## Filmografie (selectie)
- 1935 - Mutiny on the Bounty (Frank Lloyd)
- 1936 - Rose-Marie (W.S. Van Dyke)
- 1936 - Dodsworth (William Wyler)
- 1936 - The Charge of the Light Brigade (Michael Curtiz)
- 1937 - The Prisoner of Zenda (John Cromwell)
- 1938 - Bluebeard's Eighth Wife (Ernst Lubitsch)
- 1938 - Four Men and a Prayer (John Ford)
- 1938 - The Dawn Patrol (Edmund Goulding)
- 1939 - Wuthering Heights (William Wyler)
- 1939 - The Real Glory (Henry Hathaway)
- 1939 - Eternally Yours (Tay Garnett)
- 1939 - Raffles (Sam Wood)
- 1944 - The Way Ahead (Carol Reed)
- 1946 - Magnificent Doll (Frank Borzage)
- 1946 - A Matter of Life and Death (Michael Powell en Emeric Pressburger)
- 1947 - The Bishop's Wife (Henry Koster)
- 1950 - The Elusive Pimpernel (Michael Powell en Emeric Pressburger)
- 1951 - Soldiers Three (Tay Garnett)
- 1953 - The Moon Is Blue (Otto Preminger)
- 1954 - The Love Lottery (Charles Crichton)
- 1955 - The King's Thief (Robert Z. Leonard)
- 1956 - Around the World in Eighty Days (Michael Anderson)
- 1957 - Oh, Men! Oh, Women! (Nunnally Johnson)
- 1957 - The Little Hut (Mark Robson)
- 1958 - Bonjour tristesse (Otto Preminger)
- 1958 - Separate Tables (Delbert Mann)
- 1959 - Happy Anniversary (David Miller)
- 1960 - Please Don't Eat the Daisies (Charles Walters)
- 1961 - The Best of Enemies (Guy Hamilton)
- 1961 - The Guns of Navarone (J. Lee Thompson)
- 1963 - 55 Days at Peking (Nicholas Ray)
- 1963 - The Pink Panther (Blake Edwards)
- 1965 - Lady L (Orson Welles)
- 1967 - Eye of the Devil (J. Lee Thompson)
- 1967 - Casino Royale (onder meer Ken Hughes en John Huston)
- 1969 - The Extraordinary Seaman (John Frankenheimer)
- 1969 - Le Cerveau (Gérard Oury)
- 1969 - Before Winter Comes (J. Lee Thompson)
- 1972 - King, Queen, Knave (Jerzy Skolimowski)
- 1974 - Vampira (Clive Donner)
- 1974 - The Canterville Ghost televisiefilm 60 min.
- 1976 - Murder by Death (Robert Moore)
- 1978 - Death on the Nile (John Guillermin)
- 1977 - Candleshoe
- 1979 - Escape to Athena (George Pan Cosmatos)
- 1980 - Rough Cut (Don Siegel)
- 1980 - The Sea Wolves (Andrew V. McLaglen)
- 1982 - Trail of the Pink Panther (Blake Edwards)
- 1983 - Curse of the Pink Panther (Blake Edwards)

## Publicaties
- David Niven: Round the Rugged Rocks, London: Cresset Press, 1951 (roman)
- David Niven: The Moon's a Balloon, London: Hamilton, 1972 (autobiografie)
- David Niven: Bring on the Empty Horses, London: Hamilton, 1975 (autobiografie)
- David Niven: Go Slowly, Come Back Quickly, London: Hamilton, 1981 (roman)